# Belit
Belit o Bêlit es una forma del término acadio beltu, "belú" obeltum (que significa "dama", "señora") y es utilizado en los nombres femeninos compuestos; también aparece como título de diosas como bêlit-ili "dama de los dioses", uno de los títulos de la diosa acadia Ninhursag. La palabra bêlit aparece en su forma griega como Beltis, considerada la esposa del dios Bel.
Aparte de esposa de Bel, Belit era considerada la diosa del destino, era adorada especialmente en Nippur y Shuruppak y era la madre de Sin, el dios luna. En los documentos asirios Belit es a veces identificada con Ishtar de Nínive y en ocasiones aparece como esposa de los dioses Ashur, el dios nacional de Asiria o Enlil, el dios del clima.
- El nombre de Bêlit también fue utilizado por el escritor Robert E. Howard para una de los personajes de la saga de Conan el Bárbaro.

- Datos: Q3674954
- Multimedia: Bêlit / Q3674954